# Marinus Kraus
Marinus Kraus, född den 13 februari 1991, är en tysk backhoppare.
Han tog OS-guld i herrarnas lagtävling i samband med de olympiska backhoppningstävlingarna 2014 i Sotji.